# Bucculatrix paliuricola
Bucculatrix paliuricola — вид лускокрилих комах родини кривовусих крихіток-молей (Bucculatricidae).

## Поширення
Вид поширений в Південній Європі та Туркменістані. В Україні зареєстрований в Криму.

## Опис
Розмах крил 6 мм.

## Спосіб життя
Личинки живляться листям держидерева звичайного. Гусениці раннього віку мінують листя. Личинки старшого віку поїдають листя ззовні.